# Adelognathus thomsoni
Adelognathus thomsoni là một loài tò vò trong họ Ichneumonidae.